# Storm in the Heartland
Storm In The Heartland est un album de Billy Ray Cyrus sorti en 1994.

## Liste des morceaux
1. . Storm in the Heartland
2. . Deja Blue
3. . Redneck Heaven
4. . Casualty of Love
5. . One Last Thrill
6. . I Ain't Even Left
7. . How Much
8. . Patsy Come Home
9. . A Heart with Your Name on It
10. . Only God Could Stop Me Loving You
11. . Roll Me Over
12. . Enough Is Enough
13. . The Past
14. . Geronimo